# Kamyšlovskij rajon
Il Kamyšlovskij rajon (in russo Камышловский район? o Камышловский муниципальный район Kamyšlovskij municipal'nyj rajon) è un'unità amministrativo-territoriale (distretto) e una formazione municipale nell'oblast' di Sverdlovsk, in Russia. Il centro amministrativo è la città di Kamyšlov che non fa parte del distretto.
Principale arteria d'acqua del distretto è il fiume Pyšma.